# Halitiarella apicea
Halitiarella apicea är en nässeldjursart som beskrevs av Xu och Huang 2004. Halitiarella apicea ingår i släktet Halitiarella och familjen Protiaridae. Inga underarter finns listade i Catalogue of Life.